# Parcul Național Masoala

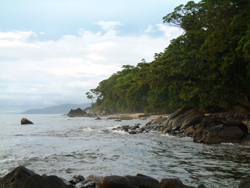
Coasta împădurită a Parcului Național Masoala

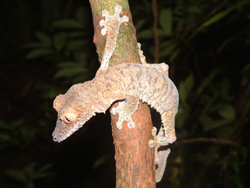
Un gecko cu coadă de frunze, Uroplatus fimbriatus, una dintre reptilele endemice extraordinare din Madagascar

Parcul Național Masoala, în nord-estul Madagascarului, este cea mai mare dintre zonele protejate ale insulei. Cea mai mare parte a parcului este situată în Regiunea Sava și o parte din Analanjirofo. Creat în 1997, parcul protejează 2.300 de kilometri pătrați de pădure tropicală și 100 de kilometri pătrați de parcuri marine.  Peninsula Masoala este excepțional de diversă datorită dimensiunilor sale mari și varietății de habitate. În total, parcul protejează pădurile tropicale, pădurile de coastă, pădurile inundate, mlaștina și mangrove. Trei parcuri marine protejează recifele de corali și o gamă orbitoare de viață marină.

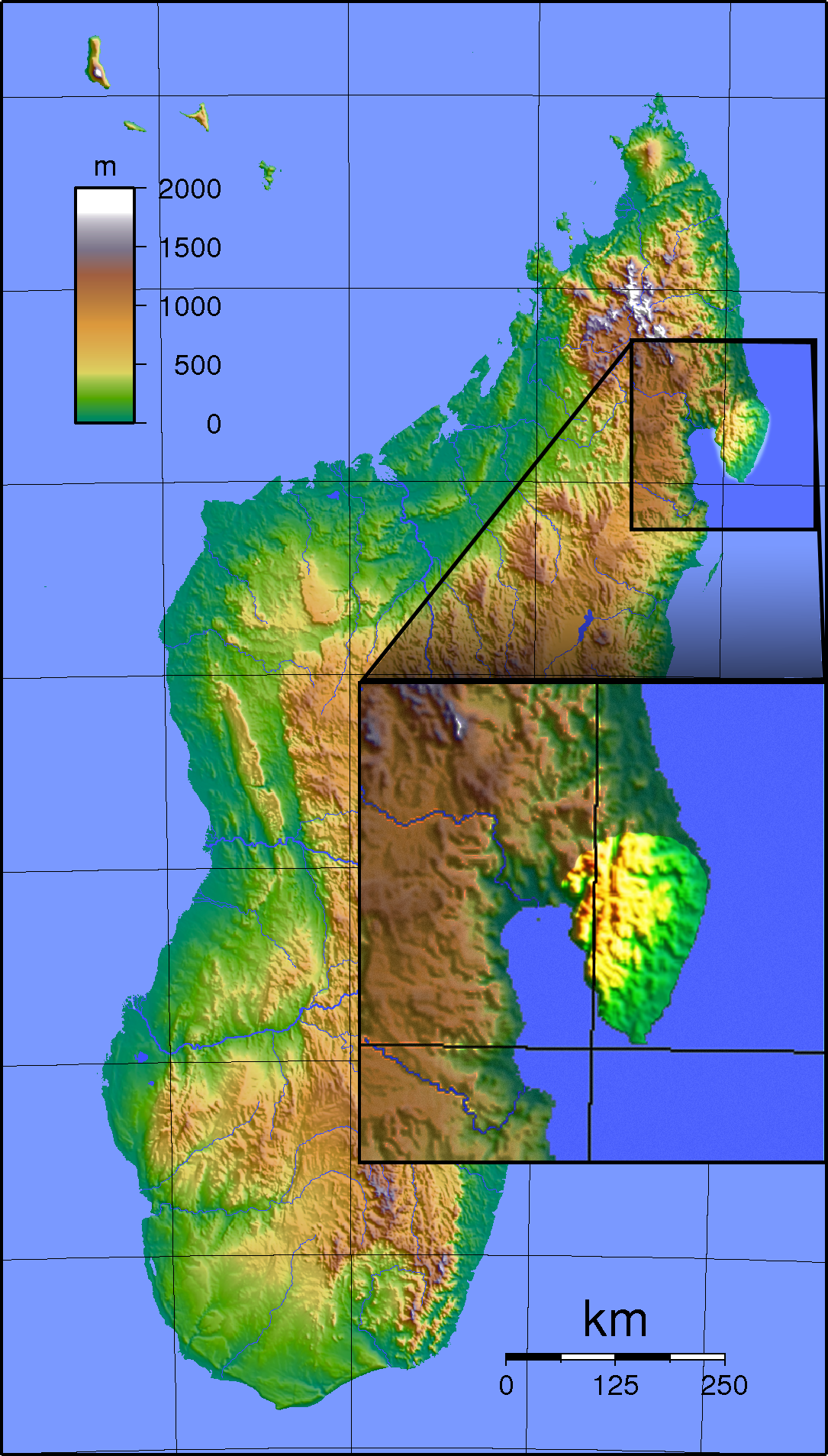
Amplasarea Parcului National Masoala

Masoala oferă o oportunitate excelentă de a experimenta flora și fauna  unice ale insulei mari. Există zece specii de lemuri, inclusiv flamboaiantul lemur cu volane roșii, care este originar din peninsulă. Rezervația insulară Nosy Mangabe este unul dintre cele mai bune site-uri din Madagascar pentru a încerca să zărească evazivul nocturn aye-aye.
Masoala adăpostește multe alte specii, cum ar fi gecko de zi din Madagasca, gecko cu coadă de frunze, cameleoni de toate dimensiunile, păsări spectaculoase, cum ar fi Vanga cu coif, și specii rare, cum ar fi bufnița roșie și broasca  roșie. Masoala găzduiește, de asemenea, molia spectaculoasă a apusului, Chrysiridia rhipheus. Vulturul-șarpe din Madagascar a fost redescoperit recent aici și există în populații sănătoase doar în această parte a nord-estului Madagascarului.
Trei parcuri marine sunt incluse în Parcul Național Masoala: Tampolo în vest, Ambodilateria în sud și Ifaho în est. Acestea sunt printre cele mai diverse medii marine din Madagascar și sunt destinații superbe pentru caiac și snorkeling. 
În fiecare an, din iulie până la începutul lunii septembrie, sute de balene cu cocoașă vizitează Golful Antongil în timpul lungii lor migrații. Apele calde protejate ale golfului oferă un teren ideal de reproducere și fătare pentru aceste mamifere marine magnifice.
Parcul poate fi accesat din orașele Maroantsetra sau Antalaha.  De la Maroantsetra, transportul cu barca cu motor poate fi aranjat. Din Antalaha, parcul poate fi accesat pe șosea până la Cap Est folosind zilnic taxiuri de autobuz sau cu mountain bike până în satul Masoala. Parcul este accesibil din mai multe loji din peninsulă și există șase campinguri întreținute de parc. Materialele de camping pot fi închiriate în Maroantsetra. Principalele trasee pentru vizitatori sunt la Nosy Mangabe, Tampolo / Ambodiforaha, Cap Est, iar o excursie de câteva zile este posibilă în întreaga peninsulă. Campinguri sunt menținute la Nosy Mangabe, Cap Est, Ambatolaidama, și fiecare dintre cele trei parcuri marine.  Multe sate din peninsulă oferă, de asemenea, bungalouri ieftine sau camere de oaspeți de bază. Antalaha și Maroantsetra oferă o gamă largă de locuri de cazare, precum și ghizi și portari pentru călătorii în peninsulă. Toate vizitele în parc trebuie să fie însoțite de un ghid oficial aprobat de parc. Informații detaliate cu privire la organizarea excursiilor sunt disponibile de la Parcul Național sau de la birourile de ghidare din Maroantsetra și Antalaha.
Aceasta este o zonă extrem de umedă din Madagascar. Cea mai uscată parte a anului este din septembrie până în decembrie. Deoarece parcul este accesibil doar printr-o călătorie cu barca de trei ore, sezonul ciclonului (ianuarie-martie) este cel mai bine de evitat.
În iunie 2007, Masoala a fost desemnată ca sit al Patrimoniului Mondial ca parte a unui grup de parcuri care reprezintă biodiversitatea pădurilor tropicale estice ale țării. Celelalte parcuri naționale incluse sunt Marojejy, Zahamena, Ranomafana, Andringitra, și Andohahela.
În 2009 și 2010, parcul național a fost invadat de mii de exploatatori ilegali care căutau lemn de trandafir.